# Malta na Letnich Igrzyskach Olimpijskich 1984
Maltę na Letnich Igrzyskach Olimpijskich 1984 reprezentowało siedmioro zawodników (pięciu mężczyzn i dwie kobiety). Był to ósmy występ reprezentacji Malty na letnich igrzyskach.

## Lekkoatletyka
- Joseph Farrugia – rzut oszczepem kobiet – 23 miejsce

## Łucznictwo
- Joanna Agius – 41 miejsce

## Strzelectwo
- Frans Chetcuti
Trap – 51 miejsce

- Michael Gauci
Trap – 41 miejsce

## Zapasy
- Jesmond Giordemaina – styl wolny (do 52 kg)

- Alexander Zammit – styl wolny (do 68 kg)

## Żeglarstwo
- Peter Bonello – Windsurfing – 9 miejsce